# Giorgio Pantano
Giorgio Pantano (Conselve, 4 febbraio 1979) è un ex pilota automobilistico italiano.
Tra i più vincenti in assoluto nel mondo del karting, può vantare la conquista del Campionato GP2 del 2008 e dell'International GT Open 2013 nella categoria GTS.
Nel corso della sua carriera ha disputato anche gare in Formula 1, correndo per la Jordan nel 2004, e IRL.

## Carriera

### Le formule minori
Esordì nei kart a 9 anni, e dal 1988 al 1999 vinse 8 campionati di cui 2 volte il campionato italiano junior (1993-1994), 1 volta l'europeo junior (1994), 2 volte il titolo mondiale junior (1993-1994), 1 volta l'italiano Formula A (1996) e 2 volte l'europeo Formula A (1995-1996). Trovò poi un accordo con Mercedes per gareggiare nel'ITCC, ma il tutto saltò quando emerse che non aveva l'età anagrafica minima per gareggiare nella categoria. Dovette quindi ripiegare sul mondiale Formula Super A in cui terzo sia nel 1997 che nel 1999. Nella sua ultima gara in kart, avvenuta sul circuito di Mariebourg nel settembre 1999, durante la finale del campionato del mondo Formula Super A fu protagonista di una grande rimonta. Partito 34º ed ultimo, causa una rottura del motore in prefinale, risalì fino al 3º posto, guidando un kart della factory del pilota di Formula 1 Jarno Trulli.
Dopo alcuni test con buoni tempi su monoposto da Formula 3000, nel 2000 fu vicino al passaggio al Team Astromega, ma l'accordo non venne finalizzato. Corse quindi nel campionato tedesco di Formula 3, vincendo la gara d'esordio sul circuito di Zolder e il campionato conquistando 3 pole position, 3 vittorie e 10 podi. Nello stesso anno provò, per la prima volta, una monoposto di Formula 1; a maggio sul Circuito di Jerez de la Frontera e ad agosto, all'Autodromo nazionale di Monza, compì due test con la Benetton.
Nel 2001 esordì nel campionato internazionale di Formula 3000 con il team belga Astromega ed ottenne i suoi primi punti in Ungheria con un 5º posto e la vittoria sul circuito di Monza. Proseguì la sua esperienza come tester di Formula 1 provando ad Jerez de la Frontera la McLaren. Nel 2002 corse sempre in F3000 con il team Coloni ottenendo 3 vittorie (Spagna, Germania e Belgio) classificandosi 2º in campionato e regalando la prima vittoria in assoluto in F3000 al team di Enzo Coloni. Nel mese di novembre provò sul Circuito di Valencia, per un giorno e mezzo, la Williams ottenendo un ottimo quarto tempo nella classifica finale dei tempi sul giro. Nel 2003 sembrò inizialmente ritrovarsi senza un volante dopo che erano state intavolate varie trattative per un passaggio in Formula 1 o in Champ Car, ma riuscì infine ad accordarsi con il team Durango di Ivone Pinton, dopo aver svolto alcuni test in World Series, ed ottenne 2 vittorie (Spagna e Francia) ed il 3º posto in campionato.

### Formula 1

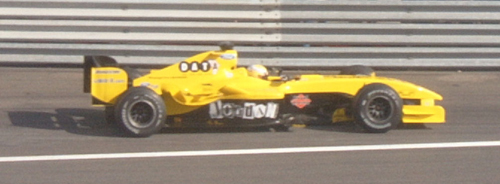
Pantano alla guida della sua Jordan nel 2004.

Nel 2004 esordì in Formula 1 con la Jordan. Venne sostituito da Timo Glock in occasione della 7ª tappa del campionato 2004 in Canada poiché gli sponsor dell'italiano avevano ritardato alcuni pagamenti alla scuderia, dopo di che ritornò nella gara seguente a Indianapolis. Pantano, nelle seguenti 7 corse, collezionò ben 5 ritiri (8 totali) per poi essere sostituito definitivamente nelle ultime tre gare nuovamente da Timo Glock. 
È stato un campionato senza soddisfazioni con una monoposto non competitiva ed un team in vendita, totalizzò 8 ritiri in 14 gare con un 13º posto come miglior piazzamento.

### Tra GP2 e IRL
Conclusa la parentesi in Formula 1, nel 2005 corse nella nuova serie GP2 con la Super Nova Racing (tre secondi posti ed una pole position). Nello stesso anno sperimentò la serie americana Indy Racing League con il Chip Ganassi Racing per le due corse in calendario su circuiti stradali e non ovali, ottenendo la prima fila in prova ed il 4º posto finale nella gara a Watkins Glen. 
Di nuovo nella GP2 nella stagione 2006 con la FMS International terminò l'annata in crescendo vincendo la gara "sprint" a Magny-Cours ed entrambe le gare a Monza per il 5º posto finale in classifica. 
Nel 2007 corre in GP2 con il team di Adrián Campos e vinse sia in Francia sia in Italia; fu inoltre 2º a Montecarlo, in Turchia e a Valencia, 3º in Francia (Gara 2), concludendo la stagione al 3º posto, stessa posizione del suo team nella classifica per squadre.

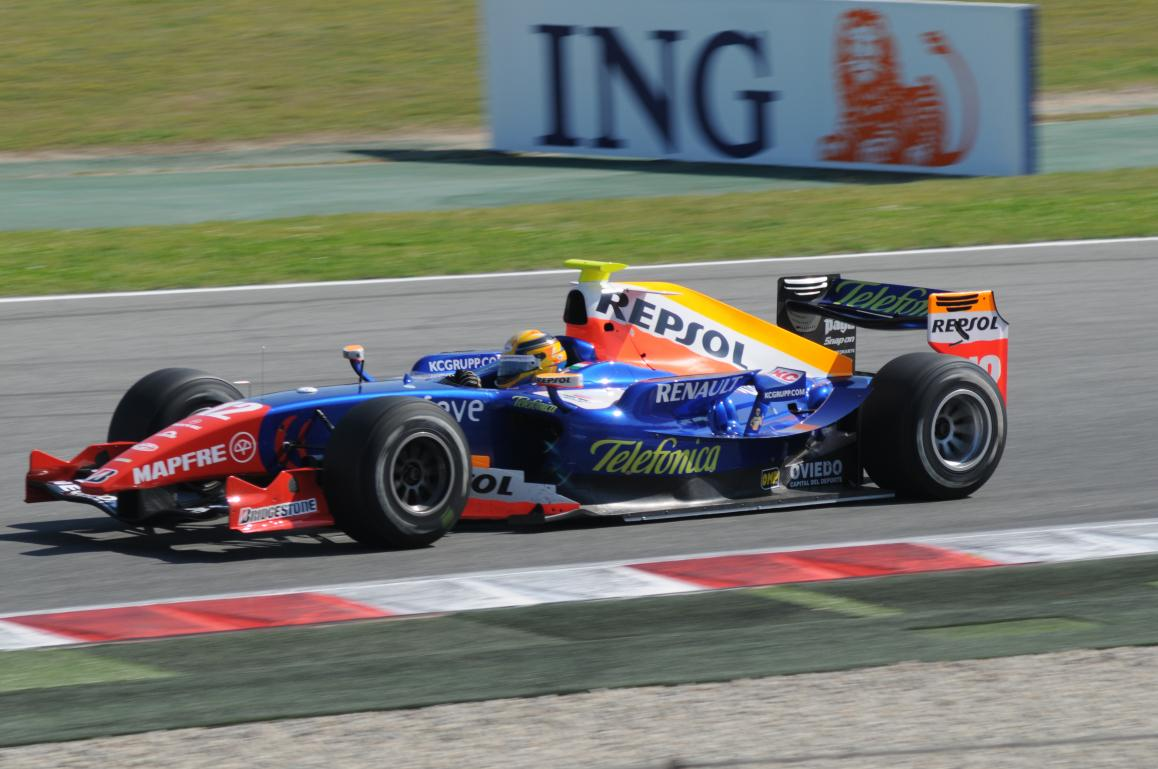
Pantano in GP2 nel 2008

Nel 2008 corse, sempre in GP2, con il team spagnolo della Racing Engineering. Nelle venti gare che componevano  il campionato, ottenne quattro 1º posti (Turchia, Francia, Inghilterra, Germania), tre 3º posti (Spagna, Inghilterra, Valencia) e due 4º posti (Spagna, Turchia); con la vittoria in Inghilterra divenne il pilota con più vittorie (15 successi) nella storia delle formule cadette (Formula 2, F3000, GP2). Nonostante ciò, però, dalla "feature race" del Gran Premio di Germania non riuscì più a imporsi: ad Hockenheim si ritirò nella seconda gara e in Ungheria colse solo due punti in entrambe le corse. La beffa più grande però arrivò nella Gara 1 di Valencia: a pochi metri dal traguardo fu costretto a cedere il passo al russo Vitalij Petrov perché a secco di carburante, mentre in Gara 2 concluse quarto dopo esser partito da metà schieramento; dopo la gara scalò al terzo posto a tavolino poiché il secondo classificato, Luca Filippi, viene penalizzato di 25 secondi a causa di una manovra ritenuta scorretta ai danni di Romain Grosjean. In Belgio, dopo una corsa sfortunata che lo aveva relegato in fondo al gruppo, urtò dopo una sbandata Lucas Di Grassi ponendo fine alla corsa di quest'ultimo. Pantano si rimise in carreggiata all'ultimo posto con un considerevole distacco dal penultimo. Per quanto successo, venne squalificato dai commissari ed escluso da Gara 2, dove il suo rivale per il titolo Bruno Senna non riuscì a racimolare punti. Il tutto si decise quindi a Monza. Il sabato dopo in Gara 1 del Gran Premio d'Italia, Pantano scattato dalla pole, conquistò due punti e alla fine, nonostante il 10º posto in gara 1, si consacrò campione poiché Senna non riuscì ad andare oltre il 5º posto, assicurandosi così i punti necessari per la conquista del titolo. In Gara 2 terminò 5º, concludendo la stagione con 76 punti. 
Fu il primo pilota italiano a conquistare il titolo della categoria, ma nonostante ciò non trovò nessuna squadra di Formula 1 interessata a metterlo sotto contratto per la stagione successiva. Dovette inoltre abbandonare la serie poiché, sulla base del regolamento vigente, ai vincitori della categoria non era consentito iscriversi nuovamente.

### Il passaggio in Superleague
Nel 2009 corse nel campionato Superleague Formula con i colori rossoneri del team A.C. Milan, di cui è tifoso sin dall'infanzia. Finì il campionato al 7º posto nella classifica generale, con quattro quarti posti (Belgio, Gran Bretagna e Portogallo), un terzo (Spagna) e la vittoria in Francia. Partecipò anche a tre gare nel campionato europeo Renault Megane Cup, ottenendo un podio. Nel 2010 corse campionato Auto GP, organizzato da Enzo Coloni, con il team della SuperNova International nei primi 3 appuntamenti della stagione, con l'Euronova Racing nella gara svoltasi a Spa-Francorchamps, e con l'Ombra Racing nell'ultimo appuntamento corso a Monza. Il miglior risultato in gara fu il 3º posto ottenuto in Gara 1 a Spa-Francorchamps in Belgio.

### Il ritorno in IndyCar
Il 16 agosto 2011 venne ufficializzato il suo ingaggio in IndyCar con il team Dreyer&Reinbold in qualità di sostituto dell'infortunato Justin Wilson; Pantano esordì sul circuito di Sonoma chiudendo con un ottimo 6º posto; nel dopo-gara i commissari lo penalizzano facendolo retrocedere in 17ª posizione per la regola del blocking. Dopo una settimana, sullo stretto e tortuoso circuito cittadino di Baltimora si qualificò 13º. Dopo un'ottima prima parte di gara venne coinvolto in un maxi-incidente fortunatamente senza conseguenze per tutti i piloti coinvolti, ma Pantano a causa dei danni riportati dalla sua vettura fu costretto al ritiro. Venne confermato per la terza gara consecutiva sul circuito di Motegi, ma venne costretto a correre con una macchina diversa rispetto alle 2 gare precedenti a causa di un cambio di sponsor. Nonostante numerosi problemi ai freni e alle gomme Pantano ottenne il 16º posto, con il merito di aver effettuato il giro più veloce della gara. 
Il 31 luglio 2012 venne ingaggiato dalla scuderia Chip Ganassi Racing per sostituire l'infortunato Charlie Kimball; il pilota veneto esordì sul Circuito di Mid-Ohio chiudendo al 14º posto, dopo essere partito 24º, e segnando il secondo giro più veloce in gara.

### In GT OPEN
Il giorno 25 aprile 2013 Pantano ufficializzò il passaggio nel campionato GT Open, al volante di una McLaren MP12-C del team Bhai-Tech.
Nel primo appuntamento, sul tracciato del Paul Ricard (Francia), conquistò il 3º tempo nelle prove di qualificazione ma in gara si ritirò causa un'uscita di strada del suo compagno di squadra R.Suzuki.
Riuscì comunque nell'ultima gara a Barcellona, dopo numerose difficoltà nel corso della stagione, a conquistare il titolo di campione nella classe GTS.

## Risultati

### Risultati in Formula 3000
(Legenda - le gare in grassetto indicano la pole position, quelle in corsivo il giro più veloce)
| Anno | Scuderia       | 1       | 2      | 3     | 4       | 5       | 6       | 7     | 8       | 9     | 10      | 11     | 12    | Punti | Pos |
| ---- | -------------- | ------- | ------ | ----- | ------- | ------- | ------- | ----- | ------- | ----- | ------- | ------ | ----- | ----- | --- |
| 2001 | Team Astromega | INT Rit | IMO 11 | CAT 9 | A1R 15  | MON Rit | NÜR 21  | MAG 8 | SIL Rit | HOC 7 | HUN 5   | SPA 11 | MNZ 1 | 12    | 9º  |
| 2002 | Coloni F3000   | INT 8   | IMO 3  | CAT 1 | A1R 4   | MON Rit | NÜR Rit | SIL 4 | MAG 3   | HOC 1 | HUN 2   | SPA 1  | MNZ 3 | 54    | 2º  |
| 2003 | Durango        | IMO Rit | CAT 1  | A1R 3 | MON Rit | NÜR 16  | MAG 1   | SIL 2 | HOC 7   | HUN 4 | MNZ Rit |        |       | 41    | 3º  |

### Risultati in Formula 1
| 2004 | Scuderia | Vettura |    |    |    |     |     |     |    |  |     |    |     |    |     |     |     |  |  |  | Punti | Pos. |
| ---- | -------- | ------- | -- | -- | -- | --- | --- | --- | -- |  | --- | -- | --- | -- | --- | --- | --- |  |  |  | ----- | ---- |
| 2004 | Jordan   | EJ14    | 14 | 13 | 16 | Rit | Rit | Rit | 13 |  | Rit | 17 | Rit | 15 | Rit | Rit | Rit |  |  |  | 0     | 24º  |

| Legenda | 1º posto     | 2º posto | 3º posto    | A punti         | Senza punti/Non class.  | Grassetto – Pole position Corsivo – Giro più veloce |
| Legenda | Squalificato | Ritirato | Non partito | Non qualificato | Solo prove/Terzo pilota | Grassetto – Pole position Corsivo – Giro più veloce |

### Risultati in GP2
(Legenda - le gare in grassetto indicano la pole position, quelle in corsivo il giro più veloce)
| Anno | Scuderia                       | 1      | 2       | 3       | 4      | 5       | 6       | 7     | 8       | 9       | 10     | 11    | 12      | 13     | 14    | 15     | 16    | 17     | 18      | 19      | 20     | 21     | 22    | 23    | Punti | Pos |
| ---- | ------------------------------ | ------ | ------- | ------- | ------ | ------- | ------- | ----- | ------- | ------- | ------ | ----- | ------- | ------ | ----- | ------ | ----- | ------ | ------- | ------- | ------ | ------ | ----- | ----- | ----- | --- |
| 2005 | Super Nova Racing              | SMR 13 | SMR Rit | ESP 13  | ESP 14 | MON Rit | EUR 2   | EUR 7 | FRA 10  | FRA 7   | GBR 12 | GBR 7 | GER 6   | GER 2  | HUN 3 | HUN 3  | TUR 2 | TUR 8  | ITA 6   | ITA 3   | BEL NC | BEL 11 | BHR 5 | BHR 5 | 49    | 6º  |
| 2006 | Petrol Ofisi FMS International | VAL    | VAL     | SMR     | SMR    | EUR     | EUR     | ESP 9 | ESP 7   | MON Rit | GBR 5  | GBR 4 | FRA 6   | FRA 1  | GER 5 | GER 5  | HUN 3 | HUN 13 | TUR Rit | TUR Rit | ITA 1  | ITA 1  |       |       | 44    | 5º  |
| 2007 | Campos Grand Prix              | BHR NP | BHR Rit | ESP Rit | ESP 6  | MON 2   | FRA 1   | FRA 3 | GBR Rit | GBR 8   | EUR 4  | EUR 7 | HUN Rit | HUN 7  | TUR 2 | TUR 12 | ITA 1 | ITA SQ | BEL Rit | BEL 14  | VAL 2  | VAL 5  |       |       | 59    | 3º  |
| 2008 | Racing Engineering             | ESP 4  | ESP 3   | TUR 1   | TUR 4  | MON Rit | MON Rit | FRA 1 | FRA Rit | GBR 1   | GBR 3  | GER 1 | GER Rit | HUN 14 | HUN 5 | EUR 14 | EUR 3 | BEL SQ | BEL ES  | ITA 10  | ITA 5  |        |       |       | 76    | 1º  |

### Risultati in IndyCar
| Anno | Scuderia                   | 1   | 2   | 3   | 4   | 5    | 6   | 7   | 8   | 9   | 10  | 11  | 12     | 13     | 14     | 15     | 16    | 17  | Punti | Pos |
| ---- | -------------------------- | --- | --- | --- | --- | ---- | --- | --- | --- | --- | --- | --- | ------ | ------ | ------ | ------ | ----- | --- | ----- | --- |
| 2005 | Target Chip Ganassi Racing | HOM | PHO | SPT | GIA | INDY | FWH | RCH | KAN | NAS | MIL | MIC | KTY    | PSP    | SON 16 | CHI    | WAG 4 | FON | 48    | 26º |
| 2011 | Dreyer&Reinbold            | SPT | ALA | LBH | SAO | INDY | TXS | MIL | IOW | TOR | EDM | MDO | NHA    | SNM 17 | BAL 26 | GIA 16 | KTY   | LSV | 37    | 36º |
| 2012 | Target Chip Ganassi Racing | STP | ALA | LBH | SAO | INDY | DET | TEX | MIL | IOW | TOR | EDM | MDO 14 | SNM    | BAL    | FON    |       |     | 16    | 31º |